# Ampelopsis glandulosa var. brevipedunculata
La vite canadese (Ampelopsis glandulosa var. brevipedunculata (Maxim.) Momiy.) è una pianta rampicante appartenente alla famiglia Vitaceae.
È coltivata in molti paesi come pianta ornamentale per le sue bacche dai vari colori, dal malva al rosa al turchese, che a maturazione hanno un tipico colore blu scuro, dovuto alla presenza nella buccia di antocianidina e flavonoidi. È chiamata « porcelain berry » (bacca porcellana) nei paesi anglosassoni.
È molto simile alla vite americana (Parthenocissus quinquefolia), una pianta rampicante delle Vitaceae con la quale viene a volte confusa.

## Descrizione
La vite canadese è una pianta molto vigorosa. I tralci crescono rapidamente attaccandosi a muri, recinzioni od alberi. Il fusto è legnoso, le foglie sono alterne e semplici, con 3-5 lobi più o meno pronunciati e margini seghettati. L'apice è appuntito e la base cuoriforme.
L'infiorescenza è una cima corimbiforme, che cresce in posizione opposta alle foglie. Il fiore è piccolo, con cinque petali lunghi 0,8-1,8 mm che si dipartono da un  disco centrale ben sviluppato con cinque stami. Il periodo di fioritura si può estendere da aprile fino ad agosto.
Il frutto è una bacca di 5–8 mm di diametro, non commestibile. Nel corso della maturazione assume una varietà di colori: dal verde al bianco, al rosa, al lillà, al blu turchese, e infine un intenso blu scuro. I semi vengono dispersi dagli uccelli, che sono ghiotti di queste bacche.
Ne esiste una cultivar 'Elegans', con foglie screziate di bianco, rosa e verde chiaro.

## Diffusione
La vite canadese è originaria della Cina del nord-est, dove è ancora largamente diffusa (il nome cinese è dongbei sheputao, letteralmente « vigna serpente del nord-est »). Cresce spontanea anche in altri paesi asiatici, tra cui Corea, Giappone e Siberia.  Introdotta negli Stati Uniti nel 1870 e poi in Canada come pianta ornamentale, in tredici stati della costa atlantica degli Stati Uniti è considerata una pianta infestante per la tendenza a diffondersi rapidamente, sia in aree urbane che agricole. Penetra facilmente anche in boschi e foreste, abbarbicandosi ad alberi e arbusti.

## Proprietà ed usi
Studi di fitochimica hanno mostrato che i frutti della vite canadese contengono dei polifenoli molto interessanti per l'uso in farmacologia, tra cui epicatechina, piceide e resveratrolo. Contengono anche  oligostilbeni naturali detti "ampelopsine" (A, B, C, D, E, H3, 4). Diversi studi hanno indicato che l'ampelopsina E e suoi derivati hanno effetti benefici nella cura dell'epatite e altre malattie del fegato.